# Фридрих II (Лойхтенберг)
Вижте пояснителната страница за други личности с името Фридрих II.
Фридрих II фон Лойхтенберг (на немски: Friedrich II von Leuchtenberg; † сл. 2 юни 1284) е ландграф на Лойхтенберг.
Той е големият син на ландграф Гебхардт III фон Лойхтенберг († 1244) и съпругата му Елизабет фон Цолерн-Нюрнберг († 1255), дъщеря на бургграф Фридрих I фон Нюрнберг и София фон Раабс. По-малкият му брат е Гебхардт IV († 1279).
Фридрих II купува от брат си Гебхардт IV общото господство Валдек и през 1283 г. го продава на херцог Лудвиг II Баварски.

## Фамилия
Фридрих II се жени за Елизабет фон Ортенбург († 29 декември 1274), дъщеря на баварския пфалцграф Рапото II фон Ортенбург († 1231). Те имат децата:

- Фридрих III фон Лойхтенберг († 27 март 1329), княжески епископ на Айхщет (1328 – 1329)
- Хайлвиг фон Лойхтенберг († 13 декември 1299), омъжена за Конрад VI фон Лупбург († 1299/21 януари 1300)
- Гебхард V († 1296)

Фридрих II се жени втори път пр. 8 декември 1282 г. за Изентруд фогтин фон Щрасберг († сл.1300). Те нямат деца.